# Liste des édifices labellisés « Patrimoine du XXe siècle » de la Loire-Atlantique
Cet article recense les monuments historiques labellisé Patrimoine du XXe siècle du département de la Loire-Atlantique, en France,.

## Statistiques
Au 31 décembre 2014, la Loire-Atlantique comptent deux édifices labellisés « patrimoine du XXe siècle ».

## Liste
| Monument                                | Commune               | Adresse                                                        | Coordonnées                        | Notice                        | Protection | Date | Illustration               |
| --------------------------------------- | --------------------- | -------------------------------------------------------------- | ---------------------------------- | ----------------------------- | ---------- | ---- | -------------------------- |
| Église Saint-Hermeland                  | Bouaye                | Place Saint-Hermeland                                          | 47° 08′ 40″ nord, 1° 41′ 37″ ouest |                               |            | 2015 | Église Saint-Hermeland     |
| Carrière des Fusillés                   | Châteaubriant         | La Sablière                                                    | 47° 43′ 27″ nord, 1° 20′ 52″ ouest | « PA44000059 »                | Inscrit    | 2016 | Carrière des Fusillés      |
| Cité des Hauts-Pavés                    | Nantes                | rue du Limousin, rue de Saintonge, rue du Berry, rue du Poitou | 47° 13′ 28″ nord, 1° 33′ 59″ ouest |                               |            | 2012 | Cité des Hauts-Pavés       |
| Hôtel-Dieu de Nantes                    | Nantes                | 1, place Alexis-Ricordeau                                      | 47° 12′ 33″ nord, 1° 33′ 17″ ouest |                               |            | 2009 | Hôtel-Dieu de Nantes       |
| Immeuble CGA                            | Nantes                | 14-16, rue Racine                                              | 47° 12′ 50″ nord, 1° 33′ 50″ ouest | « EA44141217 » « PA44000058 » |            | 2004 | Immeuble CGA               |
| Monument aux 50-Otages                  | Nantes                | Esplanade des Cinq-communes-Compagnon-de-la-Libération         | 47° 13′ 14″ nord, 1° 33′ 16″ ouest | « PA44000061 »                | Inscrit    | 2017 | Monument aux 50-Otages     |
| Salle de spectacle de Bel-Air           | Nantes                | 44 rue de Bel-Air                                              | 47° 13′ 26″ nord, 1° 33′ 32″ ouest | « PA44000062 »                | inscrit    | 2017 | Image manquante Téléverser |
| Villa Jeannette                         | Nantes                | 98 boulevard des Anglais                                       | 47° 13′ 37″ nord, 1° 34′ 58″ ouest | « PA44000063 »                | Inscrit    | 2017 | Image manquante Téléverser |
| Villa Chupin dite villa André Wogenscki | Saint-Brevin-les-Pins | 9, avenue Guitton-Lainé                                        | 47° 13′ 33″ nord, 2° 10′ 03″ ouest | « EA44141215 »                |            | 2004 | Image manquante Téléverser |
| Piscine de Saint-Mars-la-Jaille         | Vallons-de-l'Erdre    | Avenue Alexandre-Braud                                         | 47° 31′ 20″ nord, 1° 11′ 05″ ouest | « PA44000060 »                | Inscrit    | 2016 | Image manquante Téléverser |
| Faculté de droit de Nantes              | Nantes                | Chemin de la Censive du Tertre                                 | 47° 14′ 39″ nord, 1° 33′ 06″ ouest | ACR0001219                    |            |      | Image manquante Téléverser |
| Usine des Batignolles                   | Nantes                | rue du Ranzay                                                  | 47° 08′ 43″ nord, 1° 18′ 48″ ouest | « PA44000070 »                | Inscrit    | 2022 | Image manquante Téléverser |